# トップガン マーヴェリック: オリジナル・サウンドトラック
『トップガン マーヴェリック: オリジナル・サウンドトラック』（Top Gun: Maverick (Music From the Motion Picture)）は、ハロルド・フォルターメイヤー、レディー・ガガ、ハンス・ジマー作曲による2022年のアクション映画『トップガン マーヴェリック』のサウンドトラックである。サウンドトラックは映画のスコアに加え、アルバムに先だってシングルとして発表されたガガの「ホールド・マイ・ハンド」とワンリパブリックの「アイ・エイント・ウォーリード」という2つのオリジナル曲で構成されている。またサウンドトラックには映画第1作でも使用されたケニー・ロギンスの「デンジャー・ゾーン」も収録された。サウンドトラックは2022年5月27日にインタースコープ・レコードよりデジタル及び物理メディア両方で発売された。

## 制作

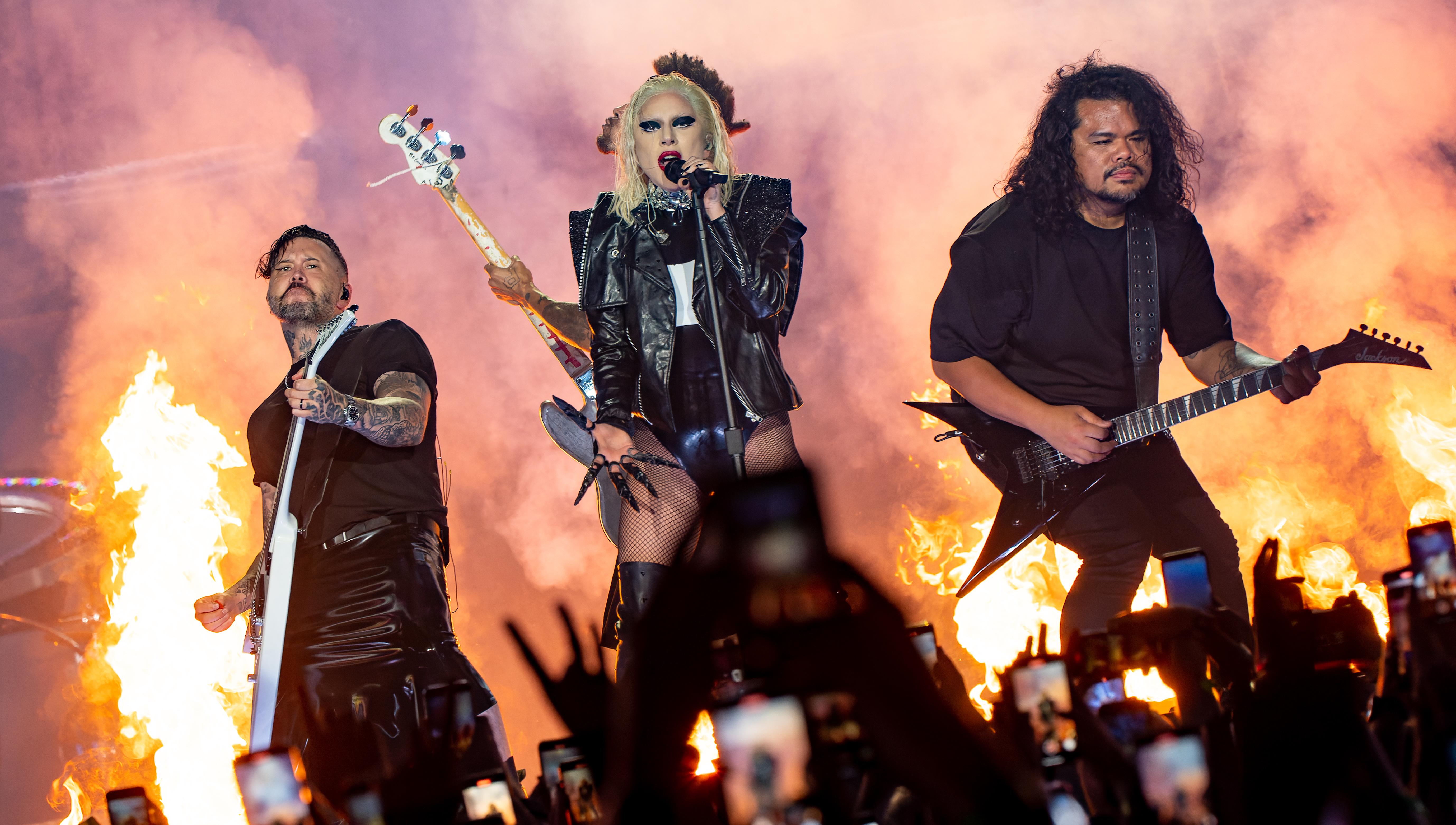
「ホールド・マイ・ハンド」を歌うガガ（2022年、"The Chromatica Ball"にて）

2017年6月までに『トップガン』の作曲であるハロルド・フォルターメイヤーが続編のスコア担当に復帰した。その後2018年10月にハンス・ジマーがフォルターメイヤーに加わり、さらにローン・バルフとレディー・ガガもスコアを手がけることとなった。ジマーが作曲した映画の新たなオリジナルテーマは2022年2月に公開された予告編でギタリストのジョニー・マーによって演奏された。マーはこのテーマ曲が「完全に偶然の産物」であり、採譜前に映画の予告編を見ていなかったと主張した。『バラエティ』誌のインタビューでマーは「テーマの響きに問題があったと思うが、私は近くにギターを持っていた。それは本当に単純なことだった」と述べた。トゥエンティ・ワン・パイロッツのタイラー・ジョゼフは当初サウンドトラックに参加予定であったが、トム・クルーズにより追い出されたと述べた。またケニー・ロギンスは第1作でも使用された自作「デンジャー・ゾーン」が続編でも使われることを明かした。さらにジェリー・リー・ルイスが第1作で披露した「グレート・ボールズ・オブ・ファイヤー」もまた続編で使用される。この曲はブラッドリー・"ルースター"・ブラッドショー中尉を演じるマイルズ・テラーが披露する。
2022年4月27日、ガガが映画音楽のプロデュースに加え、主題歌となる「ホールド・マイ・ハンド」を作曲・収録したことが発表された。ガガはこの曲に何年も取り組み、そして作曲中は「この曲が映画の心、私自身の精神、そして私たちが生きてきた世界にまたがっていることに気付いていなかった」と述べた。2022年5月3日にシングルとして発表されたこの曲はベンジャミン・ライスとブラッドポップとの共作である。5月13日にはワンリパブリックによる別のシングル「アイ・エイント・ウォーリード」が発表された。サウンドトラック・アルバムは2022年5月27日に発売された。

## 評価
サウンドトラックは概ね高評価を受けており、『Deadline Hollywood』のピート・ハモンド、Entertainment.ieのブライアン・ロイド、『RogerEbert.com』のトムリス・ラーフィ、JoBlo.comのクリス・バムブレイはフォルターメイヤー、ガガ、バルフ、ジマーによって作曲された音楽を「映画の良い面の1つ」であると評した。Zanobard Reviewsからは「『トップガン マーヴェリック』のサウンドトラックは最初から最後まで徹底的に面白く、信じがたいほどノスタルジックな音楽体験である」と評された。

## トラックリスト
特記のないものはすべてローン・バルフ、ハロルド・フォルターメイヤー、レディー・ガガ、ハンス・ジマーによる。
| #         | タイトル                                                                       | 作詞・作曲 | アーティスト                                            | 時間  |
| --------- | ------------------------------------------------------------------------------ | --- | ------------------------------------------------------- | ----- |
| 1.        | 「メイン・タイトルズ（ユーヴ・ビーン・コールド・バック・トゥ・トップ・ガン）」 | ハロルド・フォルターメイヤー |                                                         | 2:30  |
| 2.        | 「デンジャー・ゾーン」                                                         | ジョルジオ・モロダー トム・ホイットロック （ 英語版 ）                                                                                                   | ケニー・ロギンス                                        | 3:36  |
| 3.        | 「ダークスター」                                                               | フォルターメイヤー ローン・バルフ |                                                         | 3:01  |
| 4.        | 「グレート・ボールズ・オブ・ファイヤー」(live)                                 | ジャック・ハマー オーティス・ブラックウェル （ 英語版 ）                                                                                                 | マイルズ・テラー                                        | 1:55  |
| 5.        | 「ユア・ホエア・ユー・ビロング / ギヴ・エム・ヘル」                            | ハンス・ジマー マイケル・タッカー （ 英語版 ） ステファニー・ジャーマノッタ                                                                              |                                                         | 5:46  |
| 6.        | 「アイ・エイント・ウォーリード」                                               | ビョルン・イットリング （ 英語版 ） ブレント・クツレ ジョン・エリクソン （ 英語版 ） ピーター・モーレン （ 英語版 ） ライアン・テダー タイラー・スプライ | ワンリパブリック                                        | 2:28  |
| 7.        | 「ダガー・ワン・イズ・ヒット / タイム・トゥ・レット・ゴー」                    | フォルターメイヤー ジマー バルフ マックス・アルジ |                                                         | 5:06  |
| 8.        | 「タリー・トゥー / ホワッツ・ザ・プラン / F-14」                               | アンドリュー・カフチンスキ ジマー バルフ |                                                         | 4:34  |
| 9.        | 「ザ・マン、ザ・レジェンド / タッチダウン」                                    | ジマー フォルターメイヤー タッカー ジャーマノッタ |                                                         | 3:54  |
| 10.       | 「ペニー・リターンズ」(インターリュード)                                       | ジマー タッカー ジャーマノッタ |                                                         | 2:47  |
| 11.       | 「ホールド・マイ・ハンド」                                                     | タッカー ジャーマノッタ | ガガ                                                    | 3:45  |
| 12.       | 「トップガン・アンセム」                                                       | フォルターメイヤー | ハロルド・フォルターメイヤー スティーヴ・スティーヴンス | 4:13  |
| 合計時間: | 合計時間:                                                                      | 合計時間: | 合計時間:                                               | 43:35 |

## クレジット
『Film Music Reporter』より
- スーパーバイジング・ミュージック・エディター: セシル・トルネサック
- ミュージック・エディター: ライアン・ルービン
- アディショナル・ミュージック・エディトリアル: ピーター・マイルス（英語版）、ミカエル・サングレン
- ミュージック・コンサルタント: ジェイソン・ベントレー（英語版）、T・ボーン・バーネット、キャシー・ネルソン、ライアン・テダー
- アディショナル・ミュージック: デヴィッド・フレミング、アンドリュー・コジンスキ、スティーヴ・マッツァロ
- アディショナル・アレンジメント: スティーヴ・デイヴィス（英語版）、スヴェン・フォークナー、スチュアート・マイケル・トーマス（英語版）、マックス・アルジ、ステッフェン・トゥム（英語版）
- フィーチャード・ミュージシャン:
  - ベース: ニコ・アボンドロ、トレイ・ヘンリー
  - チェロ: ティナ・グオ（英語版）、ロー・ローワン
  - フレンチ・ホルン: ディラン・S・ハート
  - トランペット: トーマス・フーテン
  - エレクトリック・ギター: レキシー・リン・フレイジャー
  - ドラム: チャド・スミス
  - バイオリン: ベン・パウエル
- スコア・コンサルタント: ガスリー・ゴーヴァン
- オーケストレーション: ブルース・ファウラー（英語版）、ウォルト・ファウラー、デヴィッド・ジュリ、ジェニファー・ハモンド、イヴォンヌ・スゼット・モリアーティ、ブッカ・ホワイト
- ミュージック・プレパレーション: ブッカ・ホワイト
- オーケストラル・コントラクター: ピーター・ロッター
- スコア・ミックス: アル・クレイ、スティーヴン・リプソン（英語版）
- スコア・ミックス・アシスタント: アルヴィン・ウィー
- シーケンサー・プログラミング: オマール・ベニヤミン、スティーヴン・ドアー
- テクニカル・スコア・エンジニア: チャック・チョイ
- テクニカル・アシスタント: アレハンドロ・モロス、アレックス・ラミー、ファビオ・マークス、ジム・グリムウェイド、アルド・アレチャー、ケヴィン・アンダーソン、フローリアン・ファルターマイヤー、アルフィ・ゴッドフリー、マイケル・ビトン
- シンセ・プログラミング: ハンス・ジマー、ローン・バルフ
- シンセ・デザイン: ケヴィン・シュローダー
- デジタル・インストゥルメンタル・デザイン: マーク・ウォーリー
- デジタル・インストゥルメンタル・プレパレーション: タウリース・ハビブ、ラウル・ヴェガ
- ミュージック・プロダクション・サービス: スティーヴン・コフスキー
- スコア・コーディネーター: シャリーニ・シン（英語版）、クイーニー・リー
- アシスタント・トゥ・ハンス・ジマー: シンシア・パーク、ニコール・ジェイコブ

## 発表史
| 国・地域 | 日付           | フォーマット                           | レーベル         | 参照   |
| -------- | -------------- | -------------------------------------- | ---------------- | ------ |
| 多数     | 2022年5月27日  | CD デジタルダウンロード ストリーミング | インタースコープ | [ 6 ]  |
| 多数     | 2022年11月18日 | レコード                               | インタースコープ | [ 28 ] |